# Rhynchobatus luebberti
Rhynchobatus luebberti es una especie de peces de la familia Rhinobatidae en el orden de los Rajiformes.

## Morfología
• Los machos pueden llegar alcanzar los 300 cm de longitud total.

## Reproducción
Es ovíparo.

## Distribución geográfica
Se encuentra en las  costas del  Atlántico oriental: desde el Senegal hasta la  Congo.